# 黑森-達姆施塔特的威廉
黑森-達姆施塔特的威廉（德語：Wilhelm von Hessen-Darmstadt，1845年11月16日—1900年5月24日），德國貴族，黑森大公路德維希四世的弟弟。

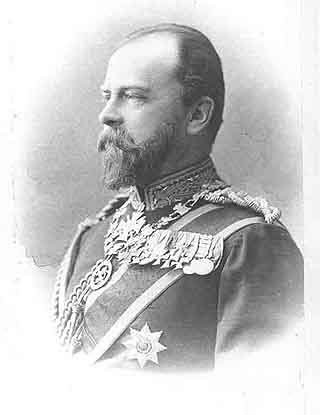

威廉對藝術很感興趣，經常拜訪劇作家理察·華格納。同時威廉與表哥、巴伐利亞國王路德維希二世亦往來密切。